# アルツール・アンチネス・コインブラ
アルツール・アンチネス・コインブラは、ゲーム『キャプテン翼』に登場する架空のサッカー選手である。

## 人物

### プロフィール
テクモ製作のゲームのみに登場するオリジナルキャラクター。初登場は「II」、その後のテクモシリーズにも登場し続けた。
ロベルトが「翼を上回る完成されたスーパーストライカー」と言う通り、全ての能力で圧倒的な数値を誇り、通常の選手の2倍のドリブルスピードと消える魔球「マッハシュート」を備えるスーパープレイヤーである。その他にオーバーヘッドキックが使用可能。「II」では総合能力が全選手中1位で、個別能力ではドリブルとタックルが1位である。「III」でも総合能力1位を保持。「IV」ではプロの先輩たちには及ばないものの、翼たち同世代の選手の中では最高の能力を有している。
なお、彼の名前はジーコの本名と同名であるが、ジーコは「V」のカナリアスターズでアンツネスとして登場している。
このため、彼は「翼世界におけるジーコ本人」ではなく、「ジーコと同名の別人」であると分かる。

## 経歴
CRフラメンゴ（IV）

### キャプテン翼II
ブラジルユース代表監督ロベルト本郷がワールドユース決勝まで温存しておいた秘密兵器であり、カルロスにすら与えなかった背番号10を彼に与えたことからもその実力のほどがわかる。

### キャプテン翼III
カルロスとの合体技「リーサルツイン」を修得し、得点能力に一層の磨きがかかった。

### キャプテン翼IV
プレイ中の分岐点次第では、ラテンアメリカカップにおいて翼らと共に同じブラジル選抜の一員になるという展開もある。

### キャプテン翼V
怪我により選手生命絶望の危機に見舞われ、リハビリ中であるため選手としては登場しなかった。
病院に見舞いに来たサンターナには「引退する事に悔いは無い」と語っていたものの、自分の負傷が原因で極度のスランプに陥ったサンターナが、コパ・アメリカのアルゼンチンとの決勝戦で見事に復活した姿に感銘を受けて、引退を撤回。サンターナに「必ず選手としてフィールドに戻って見せる」と約束する。

## 得意技
マッハシュート
コインブラの代名詞的必殺技。超高速で撃ち出されたボールが途中で小刻みに揺れながら姿を消し、突然目の前に現れるという強力無比なシュートである。
オーバーヘッドキック
高い浮き球をバク転しながら放つダイレクトシュート。一流選手であれば大抵の者が使える。
リーサルツイン
「III」より使用可能。カルロスと放つツインシュート。ツインシュートの中ではトップクラスの威力を持つ。
ドリブル倍速
コインブラが保有する特殊能力。ドリブル時の移動速度が通常の選手の2倍のスピードとなるため、コインブラに追いつくことすらできず、ディフェンスの機会すら得られないということが良く起こり得る。
他にこの能力を保有するのは滝一、「天才のセンス」発動時のファン・ディアスやマッハーなど極少数の天才ドリブラーのみである。